# Taialà i Germans Sàbat
Taialà i Germans Sàbat és una entitat de població de la ciutat de Girona. No s'ha de confondre amb els barris de Germans Sàbat i l'entitat de població de Taialà (municipi de Sant Gregori), adjacents a aquest nucli. Se situa a l'oest de la ciutat, prop del municipi veí de Sant Gregori, a la riba esquerra del riu Ter. Aquesta entitat de població és una mena d'amalgama on no queda gens definida una i altra zona.
Els terrenys que la formen quedaren annexats a Girona el 1975. El 2005 aquesta entitat de població tenia 54 habitants.
A Taialà, hom hi pot trobar el conegut restaurant El Celler de Can Roca, que ha rebut un reconeixement internacional a la seva cuina d'autor.